# عصام شحرور
عصام شريف علي شحرور (22 أبريل 1956 – ) عالم فلسطيني فرنسي في الهندسة المدنية والجيوتقنية وهندسة المدن الذكية والمدن المستدامة، وُلِد ونشأ في مدينة طولكرم الفلسطينية، وهو خبير عالمي في هندسة المنشآت والبنى التحتية الحضرية الذكية، ويحمل الجنسية الفرنسية منذ عام 1988، وهو أستاذ فخري للهندسة المدنية والحضرية في جامعة ليل للعلوم والتكنولوجيا في فرنسا، وحاصل على مجموعة من الجوائز والتكريمات العلمية، وله عدة مؤلفات علمية.

## نشأته وتحصيله العلمي
وُلِد عصام شريف علي شحرور في الحي الشرقي بمدينة طولكرم الفلسطينية بتاريخ 22 أبريل 1956، تلقى تعليمه في مدارس مدينته طولكرم إذ درس المرحلة الابتدائية في مدرسة أجنادين بالمدينة والمرحلة الإعدادية في المدرسة العمرية بالمدينة، وهو شقيق القيادي العسكري في قوات منظمة التحرير الفلسطينية "بسام شريف شحرور".
والده "شريف شحرور" كان ناشطًا في حركة فتح، وفي عام 1967 قامت السلطات الإسرائيلية بتفجير وهدم منزلهم في مدينة طولكرم وهو المنزل الذي نشأ وترعرع فيه عصام، كما قامت السلطات الإسرائيلية عام 1967 باعتقال والده وزجت به في سجونها لمدة ثلاثة سنوات متواصلة حتى أبعدته بتاريخ 8 يونيو 1970 إلى صحراء وادي عربة في الأردن.
عند إبعاد والده إلى الأردن فقد كان عصام في حوالي الخامسة عشرة من عمره، فانتقل عصام عام 1970 إلى العاصمة عمان برفقة عائلته، وواصل هناك تعليمه الثانوي، ونال شهادة الثانوية العامة بتفوق في الفرع العلمي، وحصل على بعثة دولية للدراسة في جامعة ليل في فرنسا.
وصل عصام فرنسا بتاريخ 31 ديسمبر 1975، وحصل في يونيو 1980 على درجة البكالوريوس في العلوم الميكانيكية من جامعة ليل للعلوم والتكنولوجيا في فرنسا، وحصل في يونيو 1982 على كل من درجة الماجستير في الميكانيكا التطبيقية من جامعة باريس 6 والماجستير في الهندسة المدنية من المدرسة الوطنية الفرنسية للجسور والطرق.
في ديسمبر 1984 حصل عصام على درجة الدكتوراه في الهندسة المدنية من المدرسة الوطنية الفرنسية للجسور والطرق، وفي سبتمبر 1988 حصل على درجة التأهيل من جامعة ليل للعلوم والتكنولوجيا.

## حياته العملية
عمل منذ عام 1984 أستاذًا للهندسة المدنية في جامعة ليل للعلوم والتكنولوجيا في فرنسا، وعمل مهندسًا باحثًا في المعهد الفرنسي للبترول منذ يناير 1989 وحتى سبتمبر 1989، كما عمل أستاذًا جامعيًا في المعهد المركزي بليل منذ عام 1989 وحتى عام 1997، ومنذ يناير 2010 عمل مديرًا لدرجة الماجستير الدولية في "الهندسة الحضرية والموئل"، كما عمل مديرًا لدرجة الماجستير في "التكنولوجيا الذكية للمدن المستدامة"، وعمل أيضًا أستاذًا زائرًا في عدة جامعات عالمية.
شغل منصب نائب رئيس جامعة ليل الفرنسية للعلوم والتكنولوجيا منذ عام 2007 وحتى عام 2012، كما شغل منذ عام 2007 وحتى عام 2012 منصب رئيس وكالة الابتكار "ليل متروبول تكنوبول" (Lille Metropole Technopole) للتنمية الاقتصادية الإقليمية.
تولى منذ عام 2010 وحتى عام 2019 منصب مدير مختبر الأبحاث الإقليمي للهندسة المدنية والجيوبيئة (LGCgE) في فرنسا (Laboratoire Génie Civil et géo-Environnement)، كما تولى رئاسة مركز الابتكار الإقليمي للتكنولوجيا اللاتلامسية خلال الفترة 2011-2013.
منذ سبتمبر 2010 تولى مسؤولية مشروع "SunRise" للمدن الذكية والمستدامة بالشراكة مع الحكومة الفرنسية المحلية، كما عمل في مشروع الاتحاد الأوروبي "SmartWater4Europe"، ونُقِلت نشاطاته العلمية دوليًا إلى دول ومناطق عديدة حول العالم كالصين والولايات المتحدة الأمريكية وشمال إفريقيا والشرق الأوسط وغيرها، كما أشرف على ما يزيد عن 100 أطروحة دكتوراه في مجالات تخصصه.
هو عضو في مجموعة من الجمعيات والمراكز العلمية حول العالم، منها أكاديمية المياه الفرنسية، ومعهد المياه والبيئة بجامعة الأزهر في غزة، ومنظمة المجتمع العلمي العربي (أرسكو)، والمجمع التونسي للعلوم والآداب والفنون، وغيرها الكثير.

## مؤلفاته
له عدة مؤلفات علمية باللغتين الفرنسية والإنجليزية، ومن كتبه العلمية في مجال الهندسة المدنية والحضرية والمستدامة:
- "La ville en débat"، باللغة الفرنسية، عام 2003، (ردمك 9782747544443).[27]
- "Reconnaissance des terrains in situ"، باللغة الفرنسية، عام 2005، (ردمك 9782746211353).[28]

كما أنه عضو هيئة تحرير "المجلة العربية للبحث العلمي" الصادرة عن منظمة المجتمع العلمي العربي (أرسكو).

## جوائز
حصل على عدة جوائز وتكريمات علمية كان من أبرزها جائزة باحث العام الفرنسية وأفضل باحث علمي في فرنسا لسنة 2007، كما مُنِح جائزة عضوية المجمع التونسي للعلوم والآداب والفنون.

## عودته الأولى لفلسطين
في ديسمبر 2011 زار عصام شحرور طولكرم والضفة الغربية لأول مرة له منذ 35 عامًا وذلك لغايات إقامة علاقات علمية بين المؤسسات العلمية في فلسطين وفرنسا.

## حياته الشخصية
عصام شحرور متزوج وله اثنين من الأبناء.

## وصلات خارجية
- مقابلة التلفزيون الفلسطيني مع عصام شحرور في فلسطين، ديسمبر 2011 على يوتيوب
- مقابلة التلفزيون الفلسطيني مع عصام شحرور في فرنسا، 2016، الجزء الأول على يوتيوب
- مقابلة التلفزيون الفلسطيني مع عصام شحرور في فرنسا، 2016، الجزء الثاني على يوتيوب